# 湘南さむかわラジオ
湘南さむかわラジオ（しょうなんさむかわラジオ）は神奈川県高座郡寒川町にあるインターネットラジオ局である。NPO法人湘南さむかわラジオが運営する。

## 概要
2018年に開局したインターネットラジオ局である。拠点のある寒川町との地域密着を掲げる。2019年9月には寒川町と運営法人が「災害時における災害情報等の放送に関する協定」を結び、災害時および平常時に防災や防犯に関する情報の発信を行う。
カントリーミュージックを中心に地元の話題を取り扱い、寒川町役場、公民館、寒川総合図書館、寒川文書館、寒川町観光協会、寒川町社会福祉協議会、神奈川県水道記念館、寒川町商工会、寒川神社などが番組に参加している。放送スタジオはクラミスタジオ。2023年9月までは寒川町商工会館1階に入居していた。